# Farqua quadrimaculata
Farqua quadrimaculata är en spindelart som beskrevs av Michael Ilmari Saaristo 200. Farqua quadrimaculata ingår i släktet Farqua och familjen dansspindlar. Inga underarter finns listade i Catalogue of Life.